# Lista över fornlämningar i Flens kommun (Mellösa)
Lista över fornlämningar i Flens kommun (Mellösa) är en förteckning av ett urval av de fornlämningar som finns i Mellösa i Flens kommun.
| Namn                          | Lämningstyp                      | Tillkomsttid | Historisk indelning   | Plats | Läge                 | ID-nr          | Bild                                 |
| ----------------------------- | -------------------------------- | ------------ | --------------------- | ----- | -------------------- | -------------- | ------------------------------------ |
| Botvidstäppan (Mellösa 1:1)   | Lägenhetsbebyggelse              |              | Mellösa, Södermanland |       | 59.197569, 16.460050 | 10035400010001 | Ladda upp en bild av detta fornminne |
| Mellösa 11:1                  | Gravfält                         |              | Mellösa, Södermanland |       | 59.125746, 16.552042 | 10035400110001 | Ladda upp en bild av detta fornminne |
| Kramnäs skans (Mellösa 16:1)  | Fornborg                         |              | Mellösa, Södermanland |       | 59.097510, 16.669446 | 10035400160001 | Ladda upp en bild av detta fornminne |
| Ulvsunda skans (Mellösa 17:1) | Fornborg                         |              | Mellösa, Södermanland |       | 59.094247, 16.593933 | 10035400170001 | Ladda upp en bild av detta fornminne |
| Mellösa 18:1                  | Gravfält                         |              | Mellösa, Södermanland |       | 59.105765, 16.671654 | 10035400180001 | Ladda upp en bild av detta fornminne |
| Mellösa 23:1                  | Gravfält                         |              | Mellösa, Södermanland |       | 59.081705, 16.584442 | 10035400230001 | Ladda upp en bild av detta fornminne |
| Herrgöls skans (Mellösa 28:1) | Fornborg                         |              | Mellösa, Södermanland |       | 59.105305, 16.584433 | 10035400280001 | Ladda upp en bild av detta fornminne |
| Mellösa 29:1                  | Hög                              |              | Mellösa, Södermanland |       | 59.111652, 16.557481 | 10035400290001 | Ladda upp en bild av detta fornminne |
| Mellösa 29:2                  | Hög                              |              | Mellösa, Södermanland |       | 59.111699, 16.557308 | 10035400290002 | Ladda upp en bild av detta fornminne |
| Mellösa 29:3                  | Stensättning                     |              | Mellösa, Södermanland |       | 59.111799, 16.557119 | 10035400290003 | Ladda upp en bild av detta fornminne |
| Klockarebacken (Mellösa 34:1) | Gravfält                         |              | Mellösa, Södermanland |       | 59.099873, 16.552661 | 10035400340001 | Ladda upp en bild av detta fornminne |
| Mellösa 35:1                  | Gravfält                         |              | Mellösa, Södermanland |       | 59.100615, 16.547526 | 10035400350001 | Ladda upp en bild av detta fornminne |
| Mellösa 36:1                  | Gravfält                         |              | Mellösa, Södermanland |       | 59.103016, 16.542099 | 10035400360001 | Ladda upp en bild av detta fornminne |
| Mellösa 39:1                  | Röse                             |              | Mellösa, Södermanland |       | 59.093805, 16.487891 | 10035400390001 | Ladda upp en bild av detta fornminne |
| Mellösa 46:1                  | Hög                              |              | Mellösa, Södermanland |       | 59.112212, 16.558180 | 10035400460001 | Ladda upp en bild av detta fornminne |
| Mellösa 46:2                  | Hög                              |              | Mellösa, Södermanland |       | 59.112108, 16.558701 | 10035400460002 | Ladda upp en bild av detta fornminne |
| Mellösa 50:1                  | Stensättning                     |              | Mellösa, Södermanland |       | 59.094468, 16.582554 | 10035400500001 | Ladda upp en bild av detta fornminne |
| Mellösa 52:1                  | Stensättning                     |              | Mellösa, Södermanland |       | 59.102811, 16.536835 | 10035400520001 | Ladda upp en bild av detta fornminne |
| Mellösa 63:1                  | Hög                              |              | Mellösa, Södermanland |       | 59.104560, 16.655609 | 10035400630001 | Ladda upp en bild av detta fornminne |
| Mellösa 65:1                  | Stensättning                     |              | Mellösa, Södermanland |       | 59.098127, 16.558057 | 10035400650001 | Ladda upp en bild av detta fornminne |
| Mellösa 66:1                  | Stensättning                     |              | Mellösa, Södermanland |       | 59.098494, 16.542940 | 10035400660001 | Ladda upp en bild av detta fornminne |
| Harpsund (Mellösa 73:1)       | Husgrund, förhistorisk/medeltida |              | Mellösa, Södermanland |       | 59.094368, 16.487317 | 10035400730001 | Ladda upp en bild av detta fornminne |
| Mellösa 80:1                  | Röse                             |              | Mellösa, Södermanland |       | 59.117191, 16.524838 | 10035400800001 | Ladda upp en bild av detta fornminne |
| Mellösa 145:1                 | Stensättning                     |              | Mellösa, Södermanland |       | 59.157552, 16.576289 | 10035401450001 | Ladda upp en bild av detta fornminne |
| Mellösa 150:1                 | Stensättning                     |              | Mellösa, Södermanland |       | 59.133397, 16.522782 | 10035401500001 | Ladda upp en bild av detta fornminne |
| Mellösa 151:1                 | Fornborg                         |              | Mellösa, Södermanland |       | 59.092188, 16.681694 | 10035401510001 | Ladda upp en bild av detta fornminne |
| Mellösa 152:1                 | Gravfält                         |              | Mellösa, Södermanland |       | 59.085629, 16.680329 | 10035401520001 | Ladda upp en bild av detta fornminne |
| Mellösa 157:1                 | Stensättning                     |              | Mellösa, Södermanland |       | 59.092397, 16.688649 | 10035401570001 | Ladda upp en bild av detta fornminne |
| Mellösa 157:2                 | Stensättning                     |              | Mellösa, Södermanland |       | 59.092331, 16.688702 | 10035401570002 | Ladda upp en bild av detta fornminne |
| Mellösa 157:3                 | Stensättning                     |              | Mellösa, Södermanland |       | 59.092241, 16.688553 | 10035401570003 | Ladda upp en bild av detta fornminne |
| Mellösa 165                   | Stensättning                     |              | Mellösa, Södermanland |       | 59.106555, 16.635161 | 12000000018436 | Ladda upp en bild av detta fornminne |